# Viglius Zuichemus

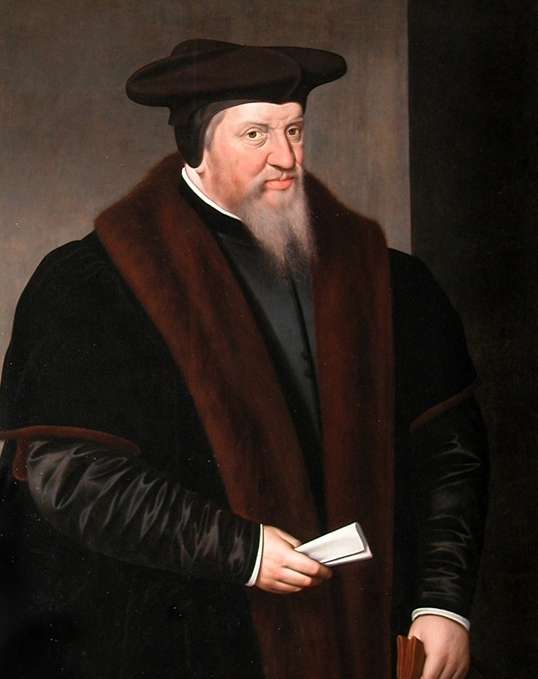
Viglius Zuichemus, Gemälde von Frans Pourbus der Ältere

Viglius Zuichemus (Latinisierung von Wigle van Aytta van Zwichem) (* 19. Oktober 1507 in Swichum (heute Gemeinde Leeuwarden); † 5. Mai 1577 in Brüssel) war ein niederländischer Jurist, Botschafter und die „rechte Hand“ Karls V.

## Leben
Aus einer Erbbauernfamilie stammend, wurde er im Barrahus im Norden des Dorfes Wirdum als Sohn von Folkert Aytta und Ida Hanya geboren. Der Vater besaß den Erbhof Aytta im Nachbardorf Swichum und hatte vom Barraconvent in Bergum einen Außenhof gepachtet, wo Viglius zur Welt gekommen sein soll. Sein Onkel, der einflussreiche Jurist Bernard Bucho (1465–1528), erzog ihn in Leeuwarden. Ab 1519 ging Viglius in die Kapitelschule von Deventer und studierte darauf an den Universitäten Löwen, Dole und Bourges Rechtswissenschaft. Anschließend besuchte er verschiedene Universitäten (Avignon, Valence) in Europa; dabei lernte er Erasmus von Rotterdam kennen. Er promovierte zum Doktor beider Rechte und lehrte an den Universitäten von Bourges und Padua, bis er eine Stelle am Gericht des Hochstifts Münster annahm, die er nach den Unruhen der Wiedertäufer aufgab.
1535 wurde er Assessor am kaiserlichen Reichskammergericht in Speyer.
Eine angebotene Stelle als Tutor von Philipp II. von Spanien nahm er nicht an, sondern lehrte fünf Jahre mit Wiguleus Hund an der Universität Ingolstadt. Dort war er 1538/39 Rektor.
Am 12. Oktober 1540 wurde er von Karl V. zum Geheimen Rat in Brüssel und am 21. Mai 1543 in den Großen Rat von Mecheln berufen, dem er einige Jahre später vorsaß.

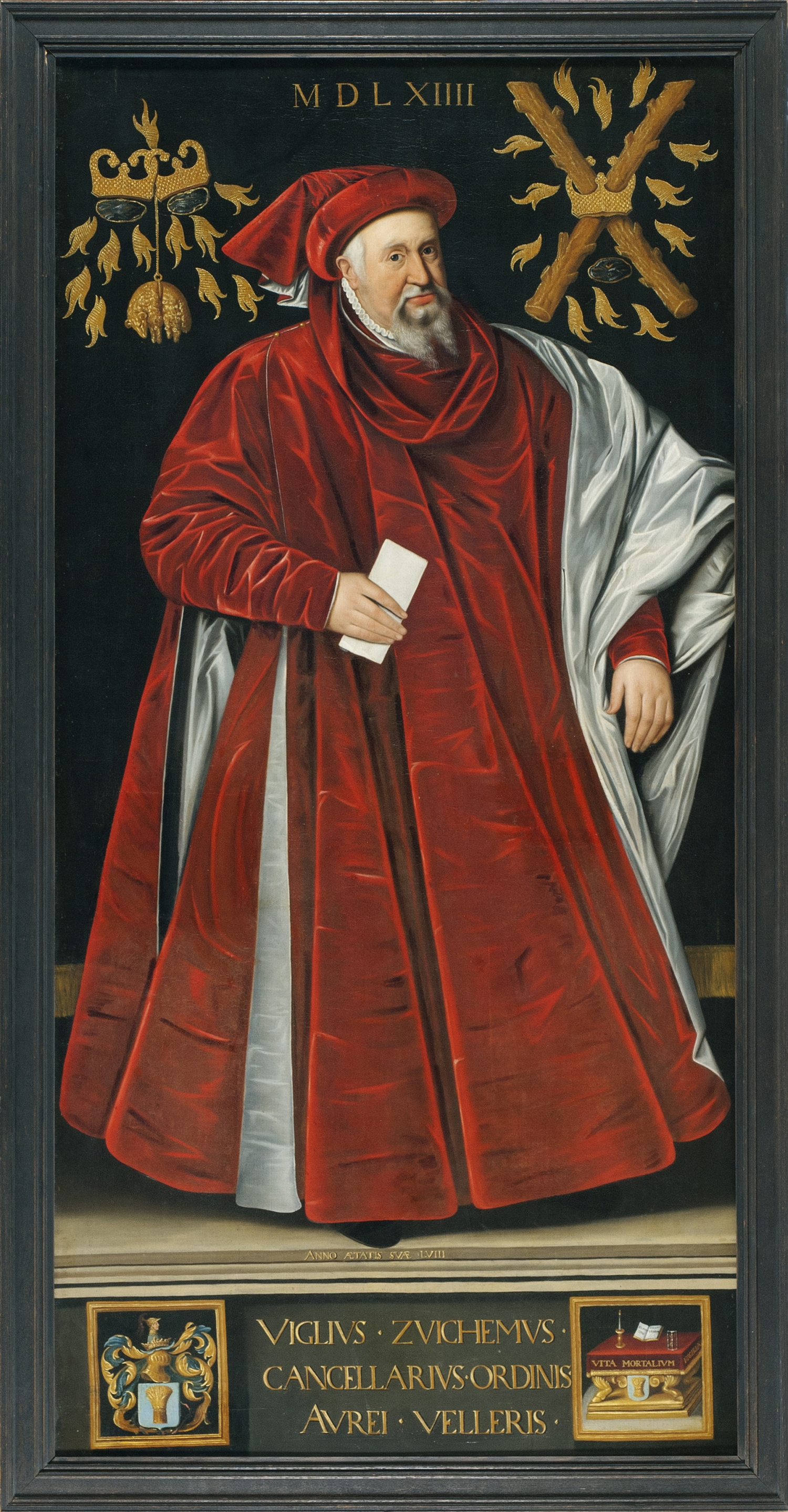
Jacob de Punder: Porträt des Viglius als Kanzler des Ordens vom Goldenen Vlies

Er heiratete 1543 Jacqueline Damant, die Tochter des Schatzkämmerers Karls V., Pieter Damant. Nach ihrem frühen Tod 1553 und kinderlos ließ er sich von Antoine Perrenot de Granvelle zum römisch-katholischen Priester 1563 weihen. Am 6. Oktober 1563 wurde er zum Kanzler des Ordens vom Goldenen Vlies ernannt.
1546 im Schmalkaldischen Krieg war er Botschafter Karls V. Sein Tagebuch ist eine wichtige Quelle des Kriegsgeschehens.
Seine nachhaltigste Leistung war 1547/48 die Vorbereitung des Vertrages von Augsburg im Auftrag der niederländischen Regierung der Maria von Ungarn. Er regelte die Stellung der niederländischen Territorien im Reich neu, löste sie aus den bisherigen Bindungen und schuf den Weg für ihre Eigenständigkeit bis zur Lösung vom Reich 1648.
Mit ihm begann im Auftrag Karls V. die Archivierung wichtiger Regierungsdokumente für Flandern in Rupelmonde und für Holland in Den Haag.
Er blieb nach der Abdankung Karls V. auch bei dessen Sohn Philipp II. Rechtsberater am Hof, wofür er unter anderem mit Pfründen des Klosters der St.-Bavo-Kathedrale belohnt wurde.
1559 wurde Margarethe von Parma Statthalterin der Niederlande und Viglius Vorsitzender ihres Geheimen Rates, später Präsident des Staatsrates sowie mit Charles de Berlaymont Mitglied eines leitenden Ausschusses, der sich als Consulta bezeichnete. 1565 nahm Margarete sein Rücktrittsgesuch an, auch weil seine Rechtgläubigkeit in Zweifel stand. Als Fernando Álvarez de Toledo, Herzog von Alba, nach 1567 den Aufstand der Geusen niederschlagen ließ, wurde er zunächst von Viglius unterstützt. Doch 1576 kam er mit anderen Mitgliedern des Staatsrates durch den spanischen Blutrat in Haft. Seine Gesundheit war angeschlagen. Nach seinem Tod 1577 wurde er in der Brüsseler Sankt Bavoabtei begraben.
1571 ließ er von Frans Pourbus dem Älteren einen Altar für die Bavokirche in Gent anfertigen mit der Darstellung Jesus unter den Schriftgelehrten. Sein Porträt von Pourbus befindet sich im Louvre. 

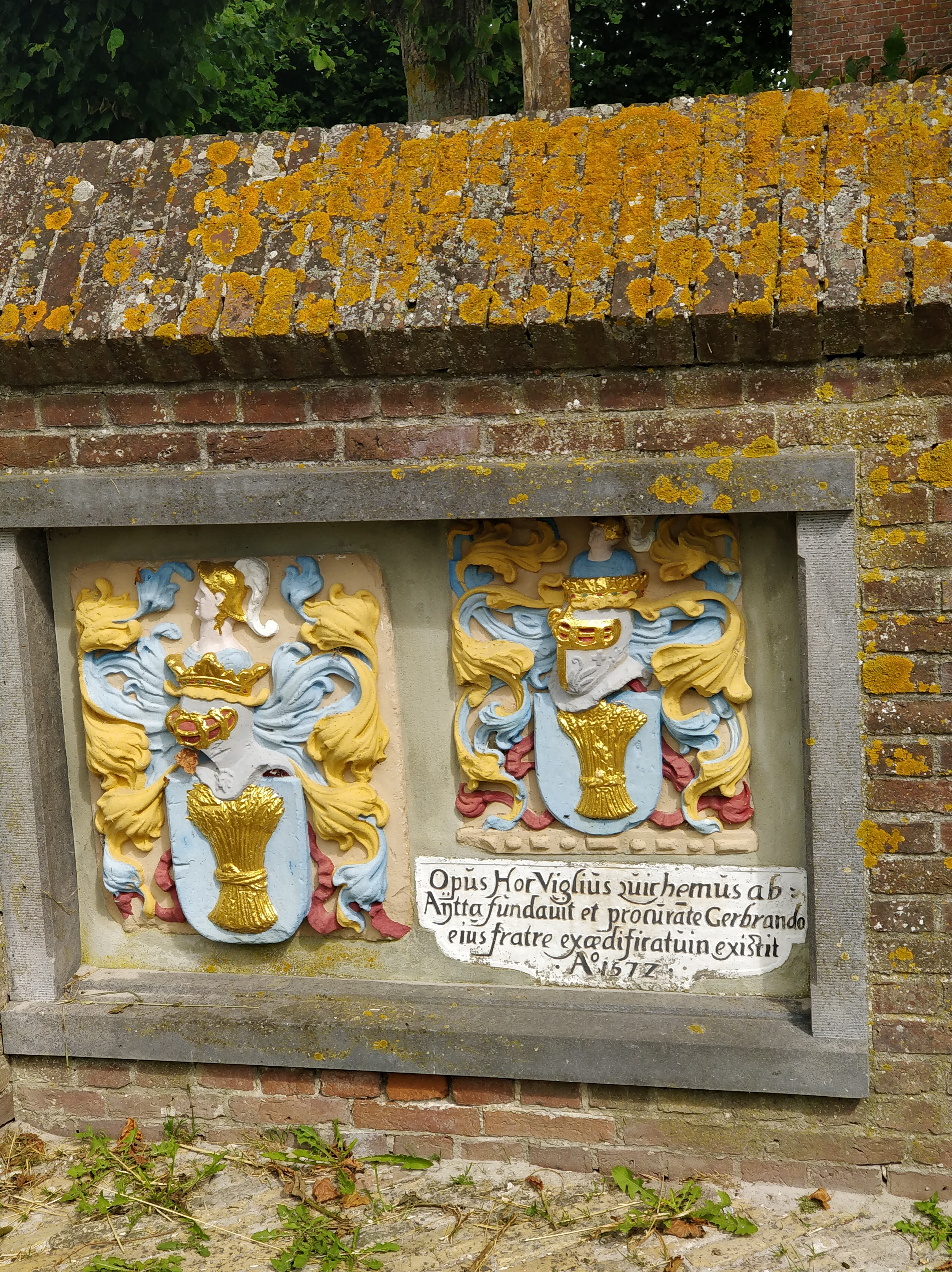
Gedenken an Viglius an der Kirche von Swichum

1572 wurde auf seine Veranlassung durch seinen Bruder Gerbrand (Aytta) an der Swichumer Kirche, wo beider Onkel einst Pfarrer gewesen war, ein Monument mit lateinischer Widmung gesetzt.

## Blutplakat
Viglius galt allgemein als der Verfasser des Blutplakates, eines Edikts vom 29. April 1550, mit dem jede Häresie mit dem Tod bestraft wurde. Das Blutplakat verpflichtete jeden zur Anzeige von Ketzern. Auch reuevolle männliche Häretiker wurden enthauptet, Frauen lebendig begraben, die Unbeirrbaren dem Feuertod übergeben. Er äußerte den Widerstand des niederländischen Rates und bestritt die Autorschaft. Insgesamt galt er als moderater Mensch.

## Veröffentlichungen
- Tagebuch des Schmalkaldischen Donaukriegs, herausgegeben von August von Druffel. München 1877. Reprod. 2009 ISBN 978-1110057443, 2019 ISBN 978-3747754467 Digitalisat der Ausgabe von August von Druffel
- Wigle van Aytta: Viglii Zvichemi Phrysii iureconsulti Commentaria in decem titulos Institutionum iuris civilis: accesserunt & his Oliverii Textoris commentarii in tit. de gradibus cognationum earundem Institutionum. Apud Hæredes Iacobi Iuntæ, 1559 (google.nl [abgerufen am 10. Juli 2022]).
- Vita et opera historica, in: Analecta Belgica, Cornelius P. Höynck van Papendrecht, Den Haag, 1743.
- C.P. Gachard: Correspondance de Philippe II sur les affaires des Pays-Bas. Brüssel, 1848/9
- Correspondance de Marguerite d’Autriche, duchesse de Parma, avec Philippe II, Brüssel, 1867–1881.
- E. Poullet: Correspondance de cardinal de Granvelle, Brüssel, 1877–1881.